# Kanton Rioz
Kanton Rioz (francouzsky Canton de Rioz) je francouzský kanton v departementu Haute-Saône v regionu Franche-Comté. Tvoří ho 27 obcí.

## Obce kantonu
- Aulx-lès-Cromary
- Boulot
- Boult
- Bussières
- Buthiers
- Chambornay-lès-Bellevaux
- Chaux-la-Lotière
- Cirey
- Cordonnet
- Cromary
- Fondremand
- Hyet
- Maizières
- La Malachère
- Montarlot-lès-Rioz
- Neuvelle-lès-Cromary
- Pennesières
- Perrouse
- Quenoche
- Recologne-lès-Rioz
- Rioz
- Sorans-lès-Breurey
- Traitiéfontaine
- Trésilley
- Vandelans
- Villers-Bouton
- Voray-sur-l'Ognon